# Liliidae
Systematik: Organismer, Domän: Eukaryota, Rike: Växtriket , Division: Fröväxter, Klass: Enhjärtbladiga Underklass: Liliidae
Liliidae var tidigare en underklass inom enhjärtbladiga växter som indelades i två ordningar:
- Liliales
- Orchidales - används inte längre